# Ángel Correa
Ángel Correa (Rosario, 9 maart 1995) is een Argentijns profvoetballer die doorgaans als aanvaller speelt. Hij verruilde Atlético Madrid in juli 2025 voor Tigres. Correa debuteerde in 2015 in het Argentijns voetbalelftal, waarmee hij in 2022 wereldkampioen werd.

## Clubcarrière
Correa begon met voetballen bij Alianza Sport y Tiro, in zijn geboortestad. Vandaar uit werd hij op twaalfjarige leeftijd opgenomen in de jeugdopleiding van San Lorenzo. Hiervoor debuteerde hij gedurende het seizoen 2012/13 in de Argentijnse Primera División. Trainer Juan Antonio Pizzi stuurde hem op 31 maart 2013 voor het eerst het veld in als vervanger van Enzo Kalinski, tegen CA Newell's Old Boys. Correa begon Quilmes AC voor het eerst in de basis. Bij San Lorenzo kreeg hij shirtnummer 11.
Correa tekende in december 2014 een contract voor 4,5 seizoen bij Atlético Madrid, dat circa € 7.500.000,- voor hem betaalde. De club wilde hem een half jaar eerder al naar Spanje halen, maar tijdens de medische keuring bleek Correa een hartprobleem te hebben. Hij onderging vervolgens een operatie hieraan. Een half seizoen later nam Atlético hem alsnog onder contract. Correa maakte op 22 augustus 2015 zijn debuut in de Primera División, in een wedstrijd tegen UD Las Palmas (0–1 winst). Hij verving 25 minuten voor tijd Óliver Torres.

## Clubstatistieken
| Seizoen | Club            | Competitie       | Competitie | Competitie | Beker | Beker | Internationaal | Internationaal | Totaal | Totaal |
| Seizoen | Club            | Competitie       | Wed.       | Dlp.       | Wed.  | Dlp.  | Wed.           | Dlp.           | Wed.   | Dlp.   |
| ------- | --------------- | ---------------- | ---------- | ---------- | ----- | ----- | -------------- | -------------- | ------ | ------ |
| 2012/13 | San Lorenzo     | Primera División | 12         | 4          | 5     | 0     | 2              | 0              | 19     | 4      |
| 2013/14 | San Lorenzo     | Primera División | 35         | 6          | 0     | 0     | 9              | 2              | 44     | 8      |
|         | Club totaal     | Club totaal      | 49         | 10         | 5     | 0     | 11             | 2              | 65     | 12     |
| 2015/16 | Atlético Madrid | Primera División | 26         | 5          | 5     | 2     | 5              | 1              | 36     | 8      |
| 2016/17 | Atlético Madrid | Primera División | 31         | 4          | 7     | 4     | 9              | 0              | 47     | 8      |
| 2017/18 | Atlético Madrid | Primera División | 37         | 8          | 4     | 0     | 15             | 1              | 56     | 9      |
| 2018/19 | Atlético Madrid | Primera División | 36         | 3          | 4     | 2     | 9              | 0              | 49     | 5      |
| 2019/20 | Atlético Madrid | Primera División | 33         | 5          | 3     | 2     | 8              | 0              | 44     | 7      |
| 2020/21 | Atlético Madrid | Primera División | 38         | 9          | 2     | 0     | 8              | 0              | 48     | 9      |
| 2021/22 | Atlético Madrid | Primera División | 36         | 12         | 3     | 0     | 10             | 1              | 49     | 13     |
| 2022/23 | Atlético Madrid | Primera División | 14         | 3          | 1     | 1     | 6              | 0              | 21     | 4      |
|         | Club totaal     | Club totaal      | 251        | 49         | 29    | 11    | 69             | 3              | 349    | 63     |

Bijgewerkt t/m 19 december 2022 

## Interlandcarrière
Ángel Correa maakte op 4 september 2015 zijn debuut in het Argentijns voetbalelftal, in een oefeninterland tegen Bolivia. Bij een 6–0 voorsprong verving hij Ezequiel Lavezzi; drie minuten later, in de 84ste minuut, maakte Correa zijn eerste interlanddoelpunt en bepaalde hij de eindstand op 7–0.

## Erelijst
| Competitie            |             |              |             |             |
| Competitie            | Aantal      | Jaren        |             |             |
| San Lorenzo           | San Lorenzo | San Lorenzo  | San Lorenzo | San Lorenzo |
| --------------------- | ----------- | ------------ | ----------- | ----------- |
| CONMEBOL Libertadores | 1x          | 2014         |             |             |
| Primera División      | 1x          | 2013 Inicial |             |             |
| Atlético Madrid       |             |              |             |             |
| UEFA Europa League    | 1x          | 2017/18      |             |             |
| UEFA Super Cup        | 1x          | 2018         |             |             |
| Primera División      | 1x          | 2020/21      |             |             |
|                       |             |              |             |             |

| Competitie                     | Winnaar             | Winnaar             | Runner-up           | Runner-up           | Derde               | Derde               |
| Competitie                     | Aantal              | Jaren               | Aantal              | Jaren               | Aantal              | Jaren               |
| Argentinië onder 20            | Argentinië onder 20 | Argentinië onder 20 | Argentinië onder 20 | Argentinië onder 20 | Argentinië onder 20 | Argentinië onder 20 |
| ------------------------------ | ------------------- | ------------------- | ------------------- | ------------------- | ------------------- | ------------------- |
| CONMEBOL Sudamericano onder 20 | 1x                  | 2015                |                     |                     |                     |                     |

| Competitie               | Winnaar    | Winnaar    | Runner-up  | Runner-up  | Derde      | Derde      |
| Competitie               | Aantal     | Jaren      | Aantal     | Jaren      | Aantal     | Jaren      |
| Argentinië               | Argentinië | Argentinië | Argentinië | Argentinië | Argentinië | Argentinië |
| ------------------------ | ---------- | ---------- | ---------- | ---------- | ---------- | ---------- |
| FIFA-wereldkampioenschap | 1x         | 2022       |            |            |            |            |

1 Guzmán ·
2 Jiménez ·
3 Juninho  ·
4 Ayala ·
5 Carioca ·
6 Torres Nilo ·
8 Zelarayán ·
9 Vargas ·
10 Gignac ·
13 Valencia ·
14 Estrada ·
15 Kolodziejczak ·
16 R. Torres ·
17 J.F. Torres ·
18 Sosa ·
19 Vásquez ·
20 Aquino ·
21 Meza ·
23 Díaz ·
24 Cruz ·
25 Damm ·
26 Celaya ·
27 Acosta ·
28 Rodríguez ·
29 Dueñas ·
30 Ortega ·
31 Martínez ·
32 Ibarra ·
33 Quintanilla ·
35 Durán ·
36 Fernández ·
Coach: Ferretti
1 Armani ·
2 Foyth ·
3 Tagliafico ·
4 Montiel ·
5 Paredes ·
6 Pezzella ·
7 De Paul ·
8 Acuña ·
9 Álvarez ·
10 Messi  ·
11 Di María ·
12 Rulli ·
13 Romero ·
14 Palacios ·
15 Correa ·
16 Almada ·
17 Gómez ·
18 Rodríguez ·
19 Otamendi ·
20 Mac Allister ·
21 Dybala ·
22 La. Martínez ·
23 E. Martínez ·
24 Fernández ·
25 Li. Martínez ·
26 Molina ·
Coach: Scaloni